# Ahasverus subopacus
Ahasverus subopacus es una especie de coleóptero de la familia Silvanidae.

## Distribución geográfica
Habita en  Brasil.